# Arthur Lacey
Arthur L. Lacey (Cornwall, 1904 - 1979) was een golfer, referee en voorzitter van de Britse PGA.

## Golfer
Lacey won twee keer het Belgisch Open (1931, 1932) en daarna ook het Frans Open. Een jaar later speelde hij voor het eerst in de Ryder Cup. Bij het Brits Open eindigde hij vier keer in de top-10 (1831, 1932, 1936 en 1937).
In The Ottawa Citizen van 6 maart 1947 zei Dai Rees dat hij nog nooit een man had gezien die zo ver sloeg als Lacey. Zijn afslagen waren ongeveer 250 meter maar ook zijn tweede slag sloeg hij erg ver. Maar ........ zijn korte spel was minder goed, daarom werd hij geen bekende speler, aldus Rees. Toch eindigde hij regelmatig in de top-10 in de Britse Tour, die toen tot ontwikkeling kwam. Hij speelde een paar keer in het Brits Open, en eindigde in 1937 op de 7de plaats toen Henry Cotton won.
Lacey's broer Charles speelde ook professional toernooien. In 1937 werd hij 3de bij het Brits Open en enkele jaren later 7de in het US Open. Hij emigreerde daarna naar de Verenigde Staten. Hij woonde in Los Angeles en gaf les aan Hollywood-sterren.

### Gewonnen
- 1931: Belgisch Open
- 1932: Belgisch Open, Frans Open
- 1937: Dunlop Tournament, Yorkshire Evening News Tournament

### Teams
- Ryder Cup: 1933[2], 1937[3], 1951 (captain)[4]

## Referee
Lacey was ook een internationale referee, en was in 1958 betrokken bij een beslissing tijdens de Masters die veel stof deed opwaaien. De 28-jarige Arnold Palmer, zoon van een greenkeeper en toen nog geen bekende speler, had net in de laatste ronde op hole 12, een par 3, afgeslagen. De bal was iets over de green heen neergekomen. Toen hij bij zijn bal aangekomen was, bleek deze 'plugged' te zijn, voor een deel in de grond vast te zitten. Palmer en zijn medespeler Ken Venturi dachten dat hij gratis zijn bal mocht droppen. Lacey was het daarmee niet eens. Na enige discussie speelde Palmer de bal zoals hij lag en maakte een 5, waarna Venturi aan de leiding ging. Toen kondigde Palmer aan dat hij een tweede bal zou spelen, hij dropte de bal bij de plek waar zijn eerste bal had gelegen en maakte een 3. Kenturi zei (terecht) dat het spelen van een 2de bal alleen mag als je dat direct doet. Ze speelden verder en na 30 minuten werd in overleg met Bobby Jones besloten dat de tweede bal zou tellen, en Palmer dus aan de leiding bleef en de Masters won. Zijn prijzengeld was US$ 14.000, waarvan 10% voor de caddie was. In alle opwinding schreef zijn echtgenote een cheque voor de caddie van $ 14.000 (die hij niet incasseerde).

## Voorzitter PGA
Lacey was van 1949-1951 voorzitter van de Britse Professional Golfers Association.